# Stabsamt Rötteln
Das Stabsamt Rötteln war in napoleonischer Zeit eine Verwaltungseinheit im Land Baden. Es bestand von 1803 bis 1807.

## Geschichte

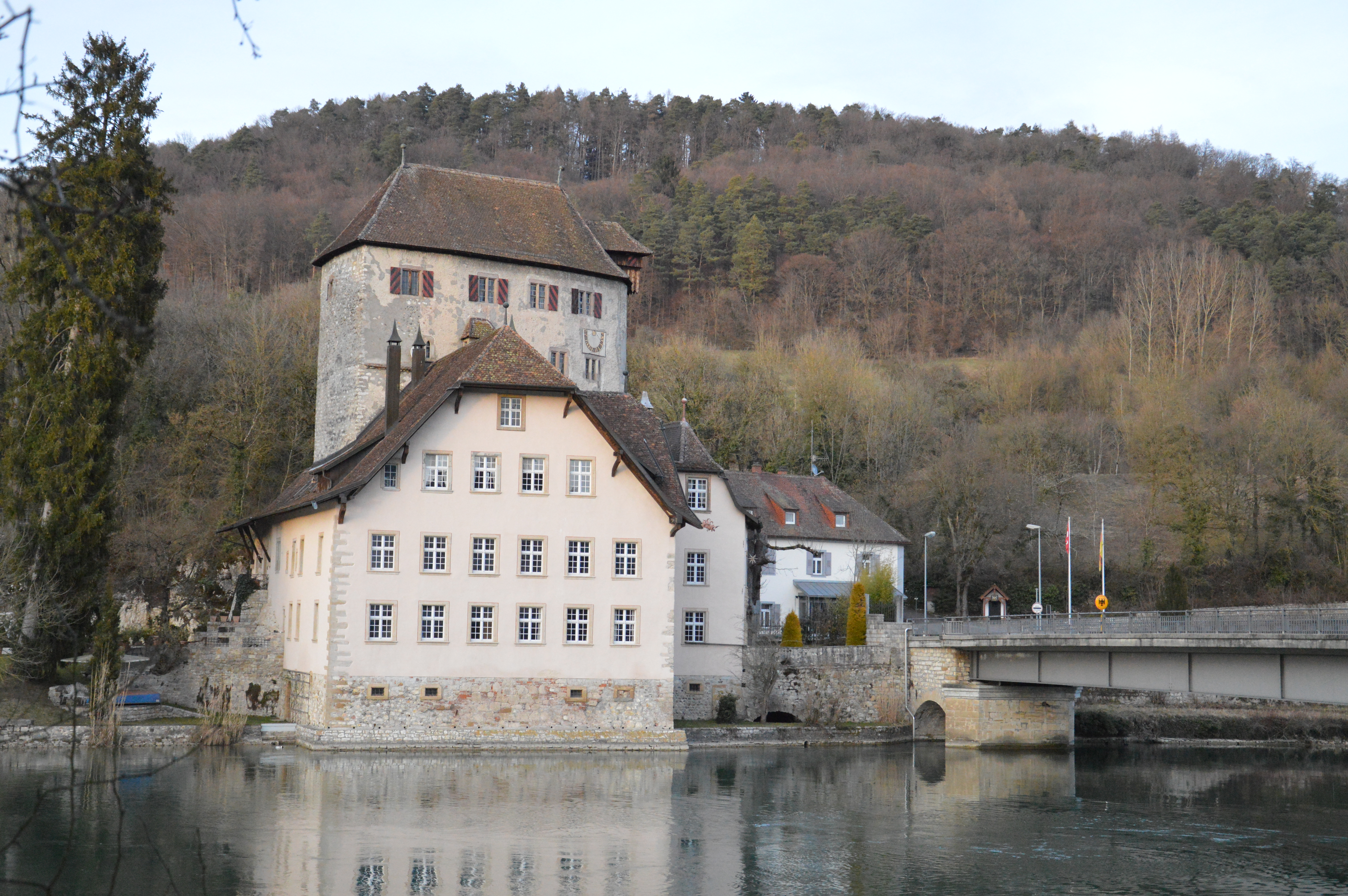
Die Burg Rotwasserstelz

Die am Nordufer des Hochrheins gelegene Burg Rotwasserstelz hatte seit dem hohen Mittelalter unter der kirchlichen Herrschaft des Hochstifts Konstanz gestanden. Am Übergang vom 15. zum 16. Jahrhundert wurde sie Sitz des vom Obervogteiamt Kaiserstuhl abgespaltenen Obervogteiamts Rötteln.
Mit dem Reichsdeputationshauptschluss von 1803 fielen die nördlicheren, außerhalb der Schweiz gelegenen Teile des Hochstifts unter die Landeshoheit der zum Kurfürstentum aufgewerteten Markgrafschaft Baden. Dessen Regierung ordnete sie im Rahmen einer aufgrund weiterer territorialer Zugewinne notwendig gewordenen neuen Verwaltungsstruktur des Landes dem Oberen Fürstentum am Bodensee zu. Aus dem konstanzischen Obervogteiamt entstand das badische Stabsamt Rötteln. Sein Gebiet erstreckte sich in einem schmalen Streifen entlang des Flusses und umfasste lediglich drei Dörfer. Die Leitung, als Amtmann, wurde Georg Conrad von Muschgay übertragen. 1807 wurde das Stabsamt aufgelöst, die drei Orte dem Oberamt Waldshut zugeteilt.

## Orte und Einwohnerzahlen
1804 wurde von diesen Orten und Einwohnerzahlen berichtet:
- Hohentengen, mit der Burg und der Guggenmühle: 263
- Lienheim: 403
- Herdern: 83

## Weitere Entwicklung
Die Orte zählten später zeitweise zum Bezirksamt Tiengen und dem Bezirksamt Jestetten. Bei dessen Auflösung 1872 kamen sie zum Bezirksamt Waldshut. Aus diesem entstand 1939 der Landkreis Waldshut. Lienheim und Herdern wurden nach Hohentengen eingemeindet.